# Parc Merl
El Parc Merl és un parc urbà a la ciutat de Luxemburg, al sud del Gran Ducat de Luxemburg.

## Situació
El parc està situat a l'oest de la ciutat, al barri d'Hollerich, a la seva frontera amb Belair. Està vorejat per l'avinguda 10 de setembre (N5) cap al nord-oest, el bulevard Pierre Dupong al sud-oest, el carrer Bragance al sud-est, i l'avinguda Guillaume cap al nord-est.